# Großstollenanlage Dortmund

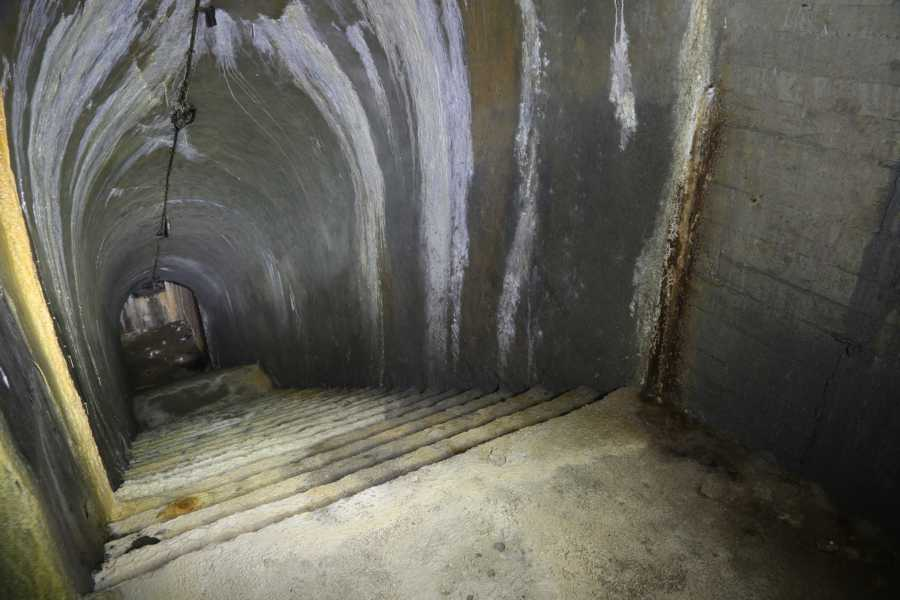
Eingang des Bunkers

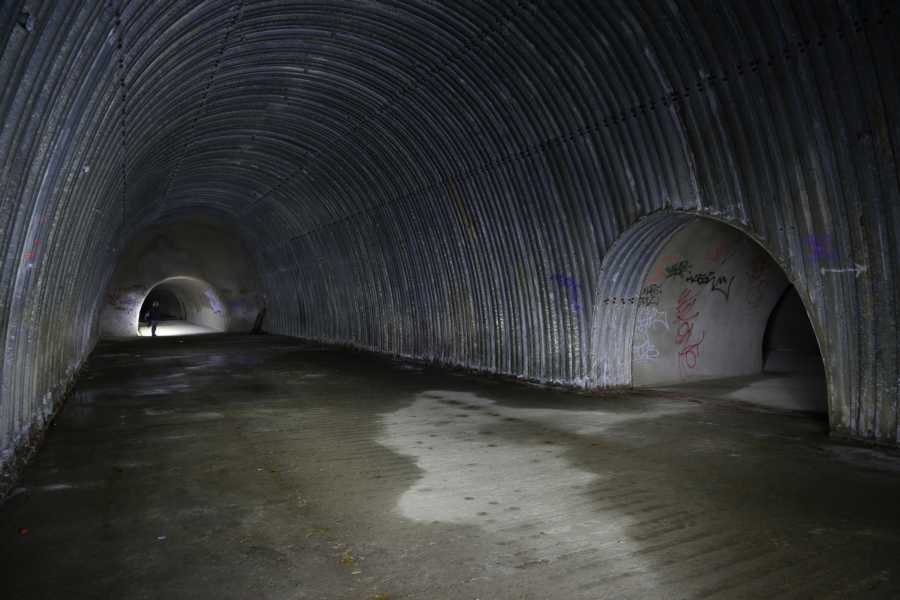

Die Großstollenanlage Dortmund befindet sich unterhalb der Stadt Dortmund in etwa 20 m Tiefe. Es handelt sich um die größte zivile Luftschutzstollenanlage Deutschlands.
Die Bunkeranlage wurde zwischen 1941 und 1945 von Zwangsarbeitern und KZ-Häftlingen unter Anleitung bergmännischer Fachkräfte aufgefahren. Sie umfasst 4,8 km Tiefstollen und bot Platz für etwa 40.000 Menschen. Sie erstreckt sich etwa vom Hauptbahnhof Dortmund bis zum Westpark. Wäre sie fertiggestellt und mit weiteren Stollen verbunden worden, hätte die gesamte Anlage etwa 9 km umfasst. Einige, zum Kriegsende unvollendet gebliebene Teile sind heute verfüllt.